# توگه نو گونزو
توگه نو گونزو، به معنی جمعی در قله (به ژاپنی: 峠の群像) نام یک مجموعه تلویزیونی تاریخی و بیستمین سری از فیلم‌های مجموعه تلویزیونی تایگا است. این مجموعه توسط ان‌اچ‌کی در سال ۱۹۸۲ میلادی پخش شده‌است. داستان این مجموعه بعد از آکو روشی (مجموعه تلویزیونی تایگا) و  گنروکو تایهی‌کی، سومین مجموعه تایگا است که به چهل و هفت رونین پرداخته‌است.